# Dead People
Dead People är ett svenskt popband bestående av artisterna Anna Ternheim, Joakim Berg (Kent) och Malcolm Pardon (Roll The Dice). Gruppen bildades i hemlighet 2018 och släppte sin första singel i april 2021. En av gruppens singlar, Stay Dead, är soundtracket till filmen Svart Krabba.

## Diskografi
Singlar
- 2021 — Safety Lines
- 2021 — Black Hole
- 2022 — Stay Dead
- 2022 — Life Is Good
- 2022 — River